# ビデオ・ゲーム・グラフィティ
『ビデオ・ゲーム・グラフィティ』（VIDEO GAME GRAFFITI）は、ビクター音楽産業（現：JVCケンウッド・ビクターエンタテインメント）から発売された、ナムコのゲームミュージックのアルバム、またはそのシリーズの総称。
主に1980年代から1990年代初頭にかけて発売されたナムコのアーケードゲーム作品の楽曲の原曲・アレンジ曲を収録したオムニバスアルバムとなっているが、この時期にかけて発売されたゲームタイトルの中には本アルバムに収録されず、別メーカーのレーベルから発売されたアルバムに収録されたものも多い。
ここでは、同社から発売された『ナムコット・ゲーム・ア・ラ・モード』『ナムコット ゲーム ア・ラ・モード』（NAMCOT GAME A LA MODE）シリーズについても説明する。

## ビデオ・ゲーム・グラフィティ
1986年3月21日発売。内容は全編アレンジバージョンで構成されており、サウンドトラックとしての要素はほとんどない。

### 収録内容

#### A面 NAMCO FRESH GAMES
各タイトルごとに、オリジナル曲が数秒流れたあと、アレンジ曲が収録されている。
1. モトス[注釈 1]
2. スカイキッド
3. バラデューク
4. スターラスター
5. 源平討魔伝

#### B面 PAC-MAN'S "WONDER DRIVE"
パックマンや仲間たちによるミニドラマと、アレンジ曲が交互に収録されている。アレンジ曲は全てボーカル入り。
1. かっとびラリーX!（『ニューラリーX』のロック風アレンジ。歌：円快注）
2. ちょっとマッピー男の子（『マッピー』のおニャン子風アレンジ。歌：ツベルクリン）
3. 恋のディグダグ（『ディグダグ』のアイドルソング風アレンジ。歌：まさごろ）
4. 目蒲線の女―リブルとラブルのお話―（『リブルラブル』の演歌風アレンジ。歌：日吉ミミ）

#### 声の出演
- パックマン：坂本千夏
- マッピー／マシュリン：室井深雪
- ニャームコ：龍田直樹
- プーカ：菅谷政子
- ホブリン：沢木郁也
- 斉藤洋美：斉藤洋美[注釈 2]

### ビデオ・ゲーム・グラフィティVol.2以降
前作にはオリジナル曲がほとんど収録されていなかったが、今作ではゲーム3作のオリジナルバージョンと、別ゲームのアレンジバージョン3曲を収録。
以後、同シリーズはオリジナル曲とアレンジ曲が数タイトルずつ収録され、サウンドトラックとしての役割も担う構成になった。

#### シリーズの収録内容
- Vol.2（1987年10月21日発売）
  - オリジナルバージョン…ドラゴンスピリット／トイポップ／ブレイザー
  - アレンジバージョン…ワンダーモモ／サンダーセプター／妖怪道中記
- Vol.3（1988年12月16日発売）
  - オリジナルバージョン…アサルト／ギャラガ'88／爆突機銃艇／プロ野球ワールドスタジアム
  - アレンジバージョン…ローリングサンダー／トイポップ
- Vol.4（1989年3月8日発売）
  - オリジナルバージョン…超絶倫人ベラボーマン／パックマニア／ファイナルラップ／クエスター
  - アレンジバージョン…超絶倫人ベラボーマン／ドラゴンスピリット
- Vol.5（1989年8月21日発売）
  - オリジナルバージョン…オーダイン／メルヘンメイズ
  - アレンジバージョン…ギャラガ'88／ロンパーズ
- Vol.6（1989年10月4日発売）
  - オリジナルバージョン…フェリオス／フェイスオフ／ロンパーズ
  - アレンジバージョン…メルヘンメイズ／ワルキューレの伝説
- Vol.7（1991年5月1日発売）
  - オリジナルバージョン…スティールガンナー／ピストル大名の冒険／球界道中記／コズモギャング
  - アレンジバージョン…ピストル大名の冒険／ドラゴンセイバー／バーニングフォース
- Vol.8（1993年4月21日発売）
  - アレンジバージョンは全曲ガルトデップが担当
  - オリジナルバージョン…ソルバルウ／ドライバーズアイ／ファイナルラップ3
  - アレンジバージョン…F/A／ソルバルウ／ファイナルラップ3／タンクフォース
- Vol.9（1993年9月22日発売）　※2枚組
  - オリジナルバージョン…スティールガンナー2／ゴーリーゴースト／バブルトラブル／ラッキー&ワイルド／タンクフォース
  - アレンジバージョン…ナックルヘッズ／ローリングサンダー2／ラッキー&ワイルド
- Vol.10（1993年12月19日発売）　※2枚組
  - オリジナルバージョン…ニューマンアスレチックス／エクスバニア／熱闘!激闘!クイズ島／倉庫番DX／スーパーワールドコート／爆裂クイズ魔Q大冒険／エアーコンバット／スーパーワールドスタジアム／ブラストオフ／ゾンビキャッスル／エメラルディア
  - アレンジバージョン…スティールガンナー／爆裂クイズ魔Q大冒険／コズモギャング・ザ・ビデオ
- ナムコ・グラフィティ・コレクション ベスト10（1994年4月21日発売）
  - 『ビデオ・ゲーム・グラフィティ』シリーズのベストアルバム。アンケートにより選出された全11タイトルの中から原曲11曲[注釈 3]、アレンジ曲11曲の計22曲が収録されている[注釈 4]。
  - ボーカルアレンジについては歌詞を短縮したショート版となっている[注釈 5]。
  - オリジナルバージョン…ドラゴンスピリット／オーダイン／ニューマンアスレチックス／アサルト／エアーコンバット／フェリオス／ソルバルウ／スティールガンナー／トイポップ／スティールガンナー2／超絶倫人ベラボーマン
  - アレンジバージョン…ワンダーモモ／ワルキューレの伝説／コズモギャング・ザ・ビデオ／F/A／ドラゴンセイバー／爆裂クイズ魔Q大冒険／超絶倫人ベラボーマン／スティールガンナー／サンダーセプター／ギャラガ'88／メルヘンメイズ

## ナムコット・ゲーム・ア・ラ・モード
1986年9月21日に発売された、ナムコット（ナムコの家庭用ゲーム機用ソフトのレーベル）のゲームミュージックを収録した作品。厳密には、ファミリーコンピュータ用ソフトのみ対象となっている。
1988年8月21日には第2弾もリリースされた。こちらは収録曲のアレンジ版とボーカルアレンジ版が同時収録されている。
第1弾、第2弾いずれも各トラック、ゲームプレイ中の効果音を含めたメドレー形式で1トラックずつの収録。

### シリーズの収録内容

#### ナムコット・ゲーム・ア・ラ・モード
1. ワルキューレの冒険
2. マッピー
3. ワープマン
4. スペース ファンタジー（ギャラクシアンVSギャラガ スターラスター）
5. ゼビウス
6. バベルの塔
7. バトルシティー
8. ヒットゲームスクランブル（パックマン／ディグダグ／スカイキッド）
9. リブルラブル[注釈 6]

#### ナムコット・ゲーム・ア・ラ・モード II
1. ファミリースタジアム
2. ファミリージョッキー
3. ファミリーサーキット
4. ナムコクラシック
5. ファミリーボクシング
6. ファミリーテニス
7. ファミリースタジアム（アレンジバージョン)
8. 恋のダーク・ホース（『ファミリージョッキー』アレンジ　歌：飯田久彦[注釈 7]、競馬実況：高橋卓士[注釈 8]）
9. ファミリーサーキット（アレンジバージョン)
10. ダンシング・ブービー（『ナムコクラシック』アレンジ　歌：金沢明子）
11. ファミリーボクシング（アレンジバージョン)
12. アドバンテージ・ラブ（『ファミリーテニス』アレンジ  歌：貴家堂子）

## 関連タイトル
ナムコ・ベスト・ヒット・パレード!（1989年11月21日発売）
『ビデオ・ゲーム・グラフィティ』シリーズの第1弾から6弾目までと『ナムコット・ゲーム・ア・ラ・モードII』に収録されたボーカルアレンジ曲を収録したベストアルバム。
追加収録曲として、新曲「素敵なオーダイン」とファミコン用ゲーム『ラサール石井のチャイルズクエスト』のイメージソング「レベルUP!ときめいて」「花のチャイクエ音頭」（歌唱：チャイルズ）が収録されている。
ナムコ・ゲームサウンド・エクスプレス
1989年以降にリリースされたナムコのアーケードゲームをメインとしたゲームミュージックのサウンドトラックシリーズ。
ゲームの稼働開始から間もない時期のリリースを趣旨としており、アルバム1枚につき1タイトルの収録。

## 備考
- アレンジ曲の多くは、米光亮が手がけている（『ビデオ・ゲーム・グラフィティVol.5、6、8、9』は除く）。
- 『ビデオ ゲーム グラフィティ』1作目にはvol.1等の表記は無く、volが付くのはvol.2以降である。また、vol.1から一貫して表紙には英語表記でnamco VIDEO GAME GRAFFITIと記載されているが、vol.6までは背表紙部分のカタカナ記載にはナムコの表記が無く「ビデオ ゲーム グラフィティvol.」と表記されていた。vol.7 - 10は「ナムコ ビデオ ゲーム グラフィティvol.」と表記されている。なお、『ナムコット ゲーム ア・ラ・モード』の1作目にもvol.I等の表記は無く、volが付いたのはvol.IIのみである。
- 2004年末、『ビデオ・ゲーム・グラフィティ』『ナムコット・ゲーム・ア・ラ・モード』『ナムコ・ゲームサウンド・エクスプレス』の全タイトルをまとめた、39枚組ボックスCD『ナムコ・ミュージック・ワンダー・ボックス』が2005年3月23日に発売されると発表された[1]。様々な特典付きで限定2,000セット（完全予約生産）、定価76,500円での発売が予定され、予約も受け付けられていたが、2005年2月21日に権利上の問題から、発売中止がアナウンスされた。